# هاکوداته

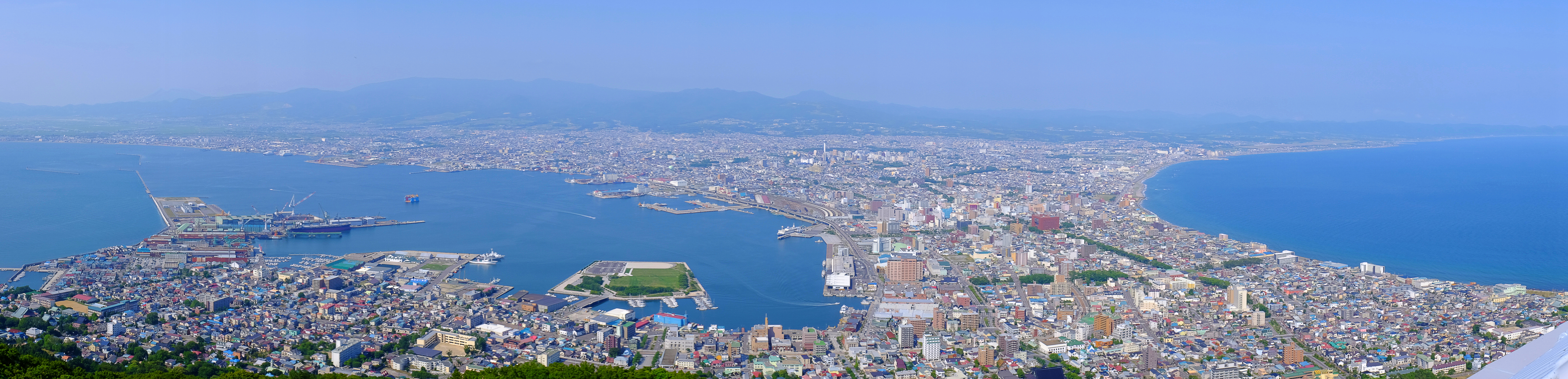
چشم‌انداز هاکوداته از فراز کوه هاکوداته

هاکوداته (به ژاپنی: 函館市، هاکوداته-شی) یک شهر و بندر در اوشیما واقع در هوکایدو ژاپن است. این شهر مرکز استان اوشیما است. بر پایه آمار سال ۲۰۰۸، جمعیت آن برابر با ۲۸۷٬۶۹۱ نفر و مساحتش ۶۷۷٫۷۷ کیلومتر مربع است. تراکم جمعیت در این شهر ۴۴۲٫۲۴ نفر در هر کیلومتر مربع است.
بندر هاکوداته، در جنوبی‌ترین بخش‌های جزیرهٔ هوکایدو، در جنوب زائدهٔ این جزیره، رو به سوی جزیرهٔ هونشو، در کنار تنگه تسوگارو و در یک سر تونل سیکان ـ که جزیرهٔ هوکایدو را از زیر زمین به جزیرهٔ هونشو وصل می‌کند ـ جای گرفته‌است. هاکوداته از نخستین مراکز راهیابی فرهنگ نوین غربی به ژاپن در سدهٔ نوزدهم ترسایی بوده‌است. این شهر از مهم‌ترین بندرهای ماهیگیری و شکار جانداران دریایی در ژاپن، به‌شمار می‌رود.

## تاریخچه
شهر بندری هاکوداته از نخستین جاهایی در ژاپن بود که از آن، اروپاییان به‌طور گسترده به ژاپن راه یافتند، از این رو از نخستین جاهای ژاپن بود که فرهنگ وتمدن نوین غربی بدان به صورت گسترده وارد شد؛ آغاز این روند از نیمهٔ سدهٔ نوزدهم ترسایی، پس از امضای پیمان کاناگاوا با ایالات متحده آمریکا بود. از آن پس شمار زیادی از اروپاییان، از روسها گرفته تا اروپاییان باختری و آمریکایی‌ها بدین شهر وارد گشتند. آن‌ها معماری باختری را در این شهر گسترانیدند و خانه‌ها و بناهای فراوانی را با این سبک معماری ساختند که بسیاری از آن‌ها همچنان پابرجاست. این امر باعث شده‌است که چهرهٔ هاکوداته اکنون هم آمیزه‌ای ازمعماری ژاپنی با اروپایی را به بازدیدکنندگان خویش بنمایاند. هرچند تقریباً همهٔ آن اروپاییان مدت‌هاست که هاکوداته را ترک گفته‌اند ولی حضور پیشین آن‌ها به خوبی در شهر هویداست؛ چندین کلیسا از ایشان در هاکوداته به یادگار مانده‌است، از کلیسای کاتولیک گرفته تا کلیسای ارتدکس روسی.
در دههٔ نهم سدهٔ ۱۹، در هاکوداته جنگی میان حکومت مرکزی ژاپن با گروهی از ساموراییان درگرفت که به پیروزی حکومت مرکزی انجامید. امروزه بوستان خرم ستاره‌شکلی در هاکوداته وجود دارد که یادآور آن جنگ‌ها است.

## شیلات و شکار آبزیان
هاکوداته از مهم‌ترین مراکز شکار آبزیان در ژاپن است، در آب‌های پیرامون این شهر اندوخته‌های سرشاری از جانداران دریایی می‌زیند، انواع ماهی‌ها، خرچنگ‌های بزرگ، و به ویژه ماهیان مرکب؛ ماهی مرکب بی‌گمان از مهم‌ترین آبزیان شکارشونده در هاکوداته‌است. این جانور دریایی، در ژاپن، هم به صورت خام، در حالی‌که هنوز جان دارد و می‌جنبد، خورده می‌شود و هم به صورت پخته. حتی مرکب این ماهی نیز در تهیهٔ برخی از غذاها به کار برده‌می‌شود.

## وپژگی‌ها و جاذبه‌های جهان‌گردی
همان‌گونه که گفته شد حضور همزمان بناهای اروپایی و ژاپنی در کنار هم از ویژگی‌های مهم ظاهر این شهر است. یکی از بناهای مهم ساخته شده به سبک اروپایی، تالار گردهم‌آمدن عمومی مردم بوده‌است که در ابتدای سدهٔ بیستم ترسایی ساخته شده‌است. این ساختمان بزرگ و زیبا جایگاه حضور و معرفی فرهنگ اروپایی به مردم ژاپنی هم بوده‌است، در اندرون این ساختمان فضای فراخی بهر رقصیدن به سبک فرنگی وجود داشته‌است. این ساختمان اکنون به صورت موزه درآمده‌است. در هاکوداته رستورانهای خارجی فراوانی وجود دارد که غذاهای سرزمین‌های مختلف (به ویژه اروپایی) را به مشتریان خود عرضه می‌کنند.
خط تراموای هاکوداته هم از ویژگی‌های مهم و نمایان شهر است، این خط با گذر از محله‌های مهم شهر در پایان به ساحل دریا می‌انجامد.
هاکوداته طبیعتی سبز و خرم دارد، از جمله کوهی پوشیده از جنگل، به نام کوه هاکوداته، که به وسیلهٔ خط تله‌کابینی که از پایین تا بالای آن کشیده شده‌است، بازدیدکنندگان را بدانجا می‌برند. این خط تله‌کابین از جاذبه‌های مهم گردشگری هاکوداته‌است.
هر سال در هاکوداته جشنواره‌ای خیابانی برگزار می‌شود که در آن گوشه‌هایی از فرهنگ سنتی ژاپن، به ویژه در قالب عروسک‌ها و آدمک‌های مکانیکی سنتی ژاپنی به نمایش گذارده می‌شود. ساخت اینگونه عروسک‌ها در ژاپن، سابقه‌ای چندسده‌ای دارد.